# Gruta de las Canicas
Gruta de las Canicas ist ein 529 Meter langes und 17 Meter tiefes Höhlensystem im Südosten von Mexiko. Besonders die hier vorkommenden Höhlenperlen machen die Höhle zu etwas Besonderem. Höhlenperlen sind kugelförmige Kalk-Konkretionen (Sinter), die im übersättigten Höhlenwasser entstehen können. Als Oolithe haben sie einen kugelschaligen Aufbau.
Für die Entstehung von Höhlenperlen sind so außergewöhnliche Entstehungsbedingungen notwendig, dass sie sehr selten sind. In dieser Höhle bedecken sie jedoch den Boden über weite Strecken, so dass ihre Zahl auf über 200 Millionen geschätzt wird. Das macht diese Höhle mit Abstand zum größten Vorkommen von Höhlenperlen weltweit.
Die Höhle ist bei den Einheimischen schon lange bekannt, von Experten wird sie jedoch erst in neuerer Zeit erforscht. Der Eigentümer ist bestrebt, die Höhle für den Tourismus zu erschließen, was bisher allerdings an mangelnden Finanzen gescheitert ist.